# August Börjesson
August Börjesson, född 26 december 1837 i Kattunga församling, Älvsborgs län, död där 13 februari 1890, var en svensk hemmansägare och riksdagspolitiker.
Börjesson var hemmansägare i Kattunga i Västergötland. Han var som riksdagsman ledamot av Sveriges riksdags andra kammare under mandatperioderna 1873–1881, invald i Marks härads valkrets. Han skrev sex egna motioner i riksdagen bl.a. om befrielse från rekryteringsskyldigheten för rust- o rotehållare, ordnande av skjutsväsendet, anslag till järnväg Varberg— Borås o statslån till sänkning av sjöarna Kalven o Fegen.